# دلفين حقيقي مورتيزيلي
دلفين حقيقي مورتيزيلي (الاسم العلمي:†Eudelphis mortezelensis) هو نوع من منقرض الحيتانيات يتبع جنس الدلفين الحقيقي من أصنوفة حيتان العنبر وأشباهها.